# Rete filoviaria di Lugano
La rete filoviaria di Lugano fu in esercizio nella città ticinese dal 1954 al 2001.

## Storia
La prima linea filoviaria luganese entrò in servizio il 25 aprile 1954, sul percorso Centro-Besso-Cinque Vie, in sostituzione di una linea tranviaria; ad essa fecero seguito altre linee, che nel giro di pochi anni sostituirono tutte le tranvie.
La rete filoviaria venne più volte modificata ed ampliata, fino a raggiungere negli anni settanta un'estensione di quasi 13 km.
La rete luganese aveva la particolarità di essere elettrificata in corrente continua alla tensione di 1000 V, analogamente alla vecchia rete tranviaria e alle ferrovie locali per Dino, per Ponte Tresa e per Tesserete. Poiché le reti urbane sono solitamente elettrificate alla tensione di 600 V o di 750 V, i mezzi luganesi dovevano essere allestiti appositamente con aggravio di costi. Ciò portò alla soppressione della rete nel 2001.

## Linee
Nel 1992 risultavano in servizio tre linee, numerate differentemente a seconda del senso di marcia, per non confondere l'utenza nei tratti centrali percorsi nello stesso senso:
- 1 Castagnola - Cassarate - Centro - Paradiso - Brentino
- 2 Paradiso - Brentino - Centro - Cassarate - Castagnola
- 3 Breganzona - Besso - Centro - Molino Nuovo - Pregassona
- 4 Pregassona - Molino Nuovo - Centro - Besso - Breganzona
- 5 Lugano - Massagno - Vezia
- 6 Vezia - Massagno - Lugano

## Mezzi
| Serie | Numeri    | Anno      | Telaio | Carrozzeria                | Parte elettrica | Note                                         |
| ----- | --------- | --------- | ------ | -------------------------- | --------------- | -------------------------------------------- |
| 1.    | 101, 102  | 1954      | FBW    | Ramseier                   | Sécheron        |                                              |
| 2.    | 104 a 113 | 1959      | FBW    | Ramseier, Bosia, Lepori SA | Sécheron        |                                              |
| 3.    | 114 a 117 | 1965-1966 | FBW    | Ramseier, Bosia, Lepori SA | Sécheron        |                                              |
| 4.    | 118 a 125 | 1973-1975 | Volvo  | Hess AG                    | Sécheron        |                                              |
| 5.    | 126, 127  | 1966      | FBW    | Hess AG                    | Sécheron        | Acquistati nel 1978 dalla Altstätten-Berneck |
| 6.    | 201 a 209 | 1985-1988 | Vetter | Vetter                     | BBC/Sécheron    |                                              |